# 소슈지

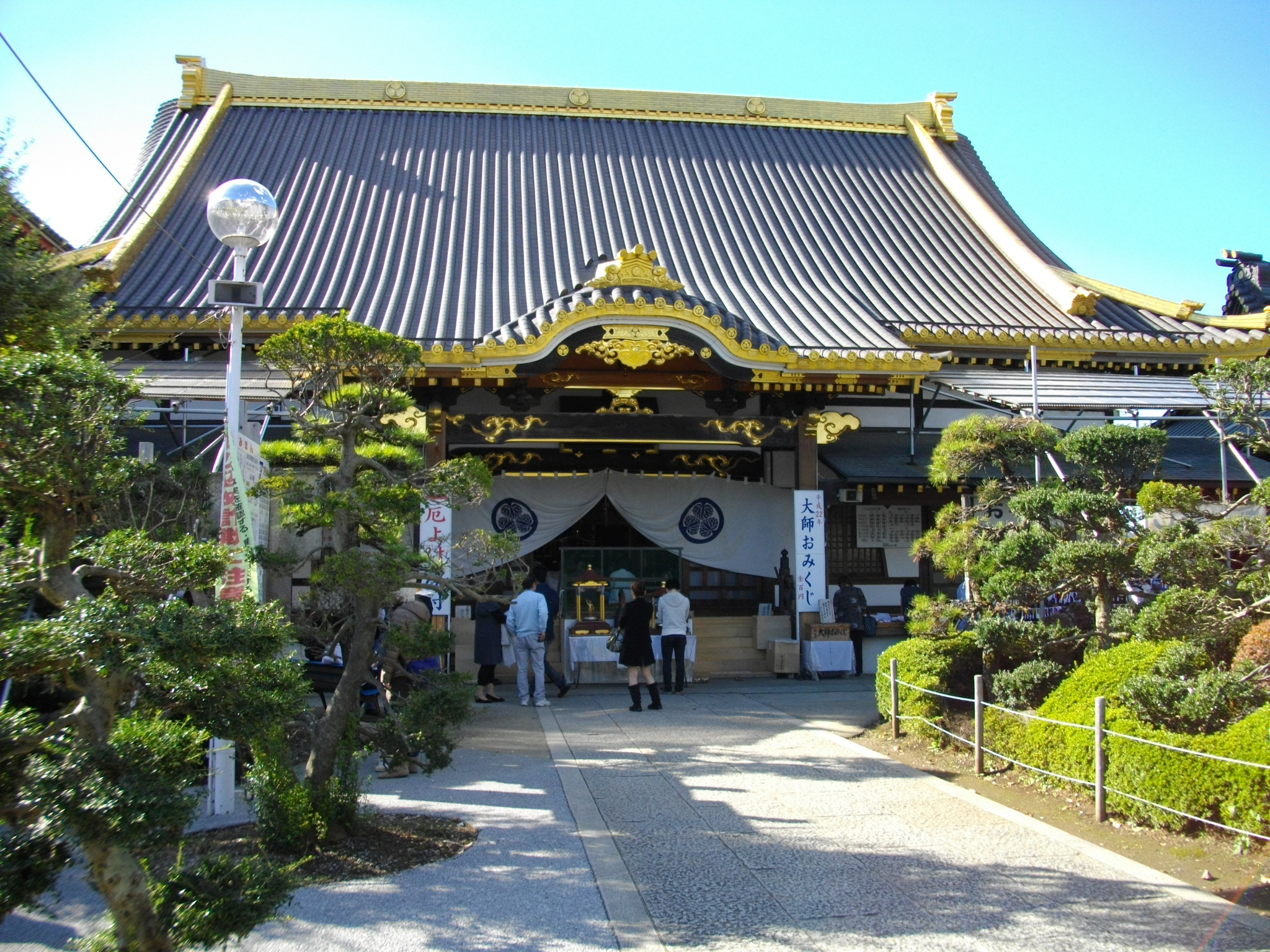

소슈지(일본어: 惣宗寺)는 일본 도치기현 사노시에 있는 944년에 세워진 천태종을 받드는 사원이다. 사노야쿠요케다이시(佐野厄除け大師)라는 이름으로도 알려져 있다.